# Podróż apostolska Franciszka do Mozambiku, na Madagaskar i do Mauritiusu
Podróż apostolska papieża Franciszka do Mozambiku, na Madagaskar i do Mauritiusu odbyła się w dniach 4–10 września 2019.
Franciszek był drugim papieżem odwiedzającym Mozambik i Madagaskar i  Mauritius; przed nim jeden raz te kraje odwiedził św. Jan Paweł II (Mozambik w 1988; Madagaskar i Mauritius w 1989).

## Program pielgrzymki
- 4 września

O 8:00 rzymskiego czasu papież wyleciał samolotem z rzymskiego lotniska Fiucimino do Maputo; samolot z papieżem przyleciał do Maputo o 18:30 mozambijskiego czasu. Po wylądowaniu papież miał wieczór wolny.
- 5 września

O 9:45 papież spotkał się w pałacu Porta Vermelha z prezydentem Mozambiku Filipem Nyusim. Po spotkaniu z prezydentem papież spotkał się w tym samym miejscu z władzami, społeczeństwem i korpusem dyplomatycznym Mozambiku. O 11:00 papież spotkał się z młodzieżą różnych wyznań mieszkającą w Mozambiku w pawilonie Maxaquene. O 12:00 papież zjadł obiad w Nuncjaturze Apostolskiej. O 16:15 spotkał się z duchowieństwem Mozambiku w Katedrze Niepokalanego Poczęcia. O 17:25 papież złożył wizytę w "The House of Matthew 25".
- 6 września

O 8:45 papież złożył wizytę w szpitalu Zimpeto. O 10:00 odprawił mszę świętą na Estádio do Zimpeto. O 12:25 na lotnisku w Maputo odbyła się ceremonia pożegnalna; dwadzieścia minut później papież odleciał samolotem na Madagaskar; o 16:30 madagaskarskiego czasu samolot z papieżem wylądował na lotnisku w Antananarywie. Po ceremonii powitania papież miał wolne popołudnie.
- 7 września

O 9:30 papież w Pałacu Prezydenckim spotkał się z prezydentem Madagaskaru, Andrym Rajoeliną. Po spotkaniu z prezydentem papież spotkał się z mieszkańcami, władzami i korpusem dyplomatycznym Madagaskaru. O 11:15 w klasztorze w Antanarywie papież spotkał się z przedstawicielami mediów Madagaskaru; po spotkaniu zjadł obiad w nuncjaturze Madagaskaru. O 16:00 w katedrze Andohalo papież spotkał się z duchowieństwem Madagaskaru. O 17:10 nawiedził grób błogosławionej Victoire Rasoamanarivo. O 18:00 papież spotkał się z młodzieżą w obozie Soamandrakizay.
- 8 września

O 10:00 w obozie Soamandrakizay papież odprawił mszę świętą. O 12:00 odmówił z wiernymi modlitwę Anioł Pański i zjadł obiad. O 15:10 papież odwiedził miasto Akamasoa; o 16:00 odwiedził stocznię Mahatzana, gdzie pomodlił się za jej pracowników. O 17:10 w Kolegium Świętego Michała w Akamasoa papież spotkał się z duchowieństwem Madagaskaru.
- 9 września

O 7:30 papież wyleciał samolotem z Antananarywy na Mauritius do Port Louis; przyleciał do Port Louis o 10:40 mauritiuskiego czasu. O 10:40 odbyła się ceremonia powitalna papieża na lotnisku w Port Louis. O 12:15 papież odprawił mszę świętą pod Pomnikiem Maryi Królowej Pokoju; po mszy zjadł obiad w siedzibie Episkopatu Mauritiusu z biskupami Mauritiusu. O 16:25 papież nawiedził mauritiuskie sanktuarium im. Pére'a Lavala. O 16:55 w Pałacu Prezydenckim spotkał się z prezydentem Mauritiusa Barlenem Vyapoorym; dwadzieścia minut później spotkał się z premierem Pravindem Jugnauthem. O 17:40 spotkał się z mieszkańcami i korpusem dyplomatycznym Mauritiusu. O 18:45 odbyła się ceremonia pożegnalna na lotnisku w Port Louis, po której kwadrans później papież powrócił samolotem do Antanarywy; samolot z Nim wylądował na lotnisku w Antananarywie o 20:00 miejscowego czasu papież przenocował w Antananarywie.
- 10 września

O 9:00 odbyła się ceremonia pożegnalna papieża, po której dwadzieścia minut później papież odleciał samolotem do Rzymu. O 19:00 rzymskiego czasu samolot z papieżem wylądował na lotnisku w Rzymie.

## Źródła
- Apostolic Journey of His Holiness Pope Francis to Mozambique, Madagascar and Mauritius.